# Jacky (animateur)
Pour les articles homonymes, voir Jacky et Jakubowicz.
 (mars 2010).
Si vous disposez d'ouvrages ou d'articles de référence ou si vous connaissez des sites web de qualité traitant du thème abordé ici, merci de compléter l'article en donnant les références utiles à sa vérifiabilité et en les liant à la section « Notes et références ».
Jacques Jakubowicz, dit Jacky, est un animateur de télévision français né le 30 avril 1948 dans le 19e arrondissement de Paris.
Il est connu notamment pour son rôle de précurseur d'émissions télévisées musicales dans les années 1980 avec Les Enfants du rock et Platine 45 sur Antenne 2 et pour avoir participé dans les années 1980 et 1990 aux émissions liées au Club Dorothée sur TF1.
Dans les années 2000, il présente des émissions sur MCM, TFJ, ou encore NT1. Il est l'un des animateurs principaux de la chaîne de la TNT IDF1, et anime des émissions événementielles sur AB1.

## Biographie

### Les débuts: de Gainsbourg aux émissions rock
Jacques Serge Jakubowicz est né le 30 avril 1948. Diplômé de l'École supérieure de journalisme de Paris, il débute, en 1973 chez Philips/Phonogram puis chez Island Records en tant qu'attaché de presse de plusieurs artistes français ou internationaux, notamment Serge Gainsbourg (pendant 8 ans), Alain Bashung, Cat Stevens, Genesis, Peter Gabriel, Roxy Music, Elton John et Bob Marley dont il est l'attaché de presse français pendant 5 ans. Au même moment, il devient journaliste au magazine Rock & Folk.
Il commence sa carrière d'homme public en 1978 dans l'émission musicale Chorus, où il tient le rôle d'un animateur muet aux côtés d'Antoine de Caunes.
Le 4 mars 1981, il intègre l'équipe de l'émission jeunesse phare de l'époque : Récré A2, après avoir été remarqué par Jacqueline Joubert, la mère d'Antoine de Caunes et directrice de l'unité jeunesse d'Antenne 2. Elle le recrute pour animer un mercredi après-midi avec Zabou. Titularisé, il restera dans le programme jusqu'en 1986.
Après l'arrêt de Chorus, il anime la célèbre émission Les Enfants du rock avec Antoine de Caunes et Philippe Manœuvre, ce qui lui vaut la reconnaissance des professionnels.
En 1982, Pierre Lescure, alors directeur de l'unité variété d'Antenne 2, permet à Jacky de s'émanciper en lui confiant la présentation de sa première émission en solo : Platine 45. Diffusée de 1982 à 1986, tous les mercredis, cette émission précurseur fut l'une des premières en France à diffuser des vidéoclips. Elle a permis à l'animateur de recevoir des artistes de la chanson et du cinéma tels que Catherine Deneuve, Coluche, Mylène Farmer, Alain Bashung, Iggy Pop, Elton John, France Gall, Serge Gainsbourg, Nina Hagen, Étienne Daho, Indochine, Sophie Marceau, Gérard Lanvin, Isabelle Adjani, Patrick Bruel, Jane Birkin, Renaud, Les Rita Mitsouko, Level 42, Taxi Girl, The Clash, Alain Souchon, Jacno, Lio, Daniel Balavoine, etc. Les invités se mettaient en scène dans des sketchs avec Jacky, le tout réalisé par Pat Le Guen, futur réalisateur du Club Dorothée.
Parallèlement à Platine 45, il anime une émission radio sur Europe 1 aux côtés de Julie et Jacques Rouland, du lundi au vendredi dans la tranche 16 h-18 h durant la saison 1984-1985 puis sur Skyrock en 1985-1986.
Dans ces années-là, il accompagne Dorothée sur scène en participant à quelques-unes de ses comédies musicales à l'Olympia et en tournée en France (Dorothée au pays des chansons, Dorothée tambour battant, Au royaume de Diguedondaine, Pour faire une chanson et On va faire du cinéma). Jacky est également à ses côtés lors d'une émission spéciale diffusée en première partie de soirée, le 25 décembre 1983 sur Antenne 2, et intitulée Dorothée : Le Show.
En 1985, il enregistre une chanson en duo avec Lio, Tétèoù ?, qui devient un succès en radio. La face B du single, Cache-cache dans l'espace, est chantée par le même duo. Étienne Daho (Mon avion et moi), Alain Chamfort et Boris Bergman lui écrivent des chansons. Il enchaîne avec le morceau Le Parleur des haut-parleurs qui sort en 1986.
Après l'arrêt de son émission Platine 45, Jacky quitte Récré A2 en septembre 1986 et rejoint TF1, alors chaîne publique, pour succéder à Karen Cheryl à l'animation de l'émission jeunesse de la chaîne : Vitamine jusqu'en juin 1987. Il dédie sa première émission à Jacqueline Joubert.

### Les années 1990: le Club Dorothée
Il enregistre un 45 tours Tout augmente sauf l'amour sur le label AB Disques en 1987. Il accompagne Dorothée sur scène pour ses concerts au Zénith et en tournée en France entre décembre 1986 et mai 1987 lors du Zénith 86 et interprète avec elle le titre Toi et moi, vous et nous qui sort en 45 tours début 1987.
En septembre 1987, avec la privatisation de TF1, il intègre l'équipe des animateurs du Club Dorothée et le reste pendant dix ans (1987-1997).
Le 26 décembre 1987, il est, avec Carlos et Lio, l'un des personnages principaux de la comédie musicale télévisée de Dorothée : Dorothée Show, diffusée en prime time sur TF1, vu par 6 millions de téléspectateurs. Il participe également aux cinq autres show télé de l'animatrice jusqu'en 1994, mais aussi à l'émission caritative Le Noël de l'amitié présentée par Dorothée sur TF1.
De 1987 à 1995, il renoue avec son passé d'animateur d'émission musicale en présentant le Jacky Show, produit par AB Productions et dans laquelle il reçoit les chanteurs qui font l'actualité. L'émission est un succès et dure 8 années. Lors de sa première saison, elle fut diffusée le mercredi à 17h30 et, par la suite, le samedi matin à 10h. Il anime également, aux côtés d'Ariane Carletti, le Club Mini, émission matinale destinée aux tout-petits, et cela pendant six ans. De vedette des émissions de rock, il devient vedette d'émissions familiales.
Jacky tourne avec la bande du Club Dorothée dans la sitcom Pas de pitié pour les croissants (139 épisodes entre 1987 et 1991). Il y interprète notamment le duo Marotte et Charlie, aux côtés de Patrick Simpson-Jones, duo qui devient une sitcom de 13 épisodes en 1990, une pique à leurs anciennes co-animatrices de l'émission Récré A2, Charlotte Kady et Marie Dauphin.
Dans ces années-là, il poursuit sa carrière discographique en enregistrant quelques 45 tours chez AB Disques, notamment la chanson Rêverie d'un promeneur solitaire au pied du Fuji-Yama dont la pochette fut réalisée par les artistes graphiques Pierre et Gilles.
Pendant les fêtes de Noël 1989, 1990 et 1991, il monte sur scène à Paris, pour jouer dans deux comédies musicales (Retour à Diguedondaine et Rock'n'Twist), entourés de ses camarades du Club Dorothée (Ariane, Corbier, Patrick et Hélène).
Il présente également de nombreux concerts intitulés Jacky Show Maxi Music au Zénith de Paris, à Bercy, à la Halle de la Villette et en tournée en France. Des spectacles en première partie des concerts d'Hélène Rollès, avec, à l'affiche, les artistes d'AB Productions : Christophe Rippert, Manuela Lopez, Babsie, Anthony Dupray, Julie Caignault et les jumelles Stéphanie et Christine Ever.

### Les années 2000
Après l'arrêt du Club Dorothée en 1997, Jacky enchaîne avec une émission sur TFJ. De 1998 à 2005, il y présente régulièrement le Rabbi Jacky Show, devenu à la rentrée 2006 le Saturday Jacky Show. Il devient également chroniqueur pour le magazine Entrevue. Cette chronique s'arrête en 2007 car le mensuel, en perte de vitesse, se sépare de ses chroniqueurs « stars ».
En 2002, Il est le copropriétaire d'un studio d'animation «Une grosse boîte américaine» avec "Les contes défaits" et "Tobornoc".
En 2007, Jacky publie sa biographie : Docteur Jacky et Mister Rock, qui revient sur son parcours, ses rencontres et ses différentes activités professionnelles. La promotion de ce livre lui vaut de nombreuses invitations sur les plateaux télé.
Il anime Les années Club Do en 2006 et 2007 sur AB1, une émission nostalgique des années "1987/1997", diffusant les meilleures moments du Club Dorothée auprès d'un invité célèbre, souvent humoriste.
En 2007, il présente le Jacky chaud sur le site "plusfortquelatele.com", émission dans laquelle il interview des stars sur leur vie sexuelle et leurs amours.
La même année, il anime Le Grand Sketch sur NT1, émission à vocation humoristique. Il est d'ailleurs le producteur et découvreur de nombreux nouveaux talents du rire, notamment Armelle.
Le 20 mars 2008, c'est le lancement de la chaîne IDF1, créée par Jean-Luc Azoulay, ancien producteur du Club Dorothée. Jacky retrouve Dorothée, Ariane et Patrick pour présenter les émissions Choisissez vos animateurs et Pas de pitié pour le net.
À partir de septembre 2008, Jacky obtient la présentation de sa propre émission, le JJDA (Jacky Journal d'Aujourd'hui), un talk show décalé diffusé du lundi au vendredi sur IDF1. Des personnalités artistiques y sont invitées. Cette émission devient une « vitrine » de la chaîne câblée.
De 2009 à 2012, il anime également Vous avez du talent aux côtés d'Isabelle Bouysse, un rendez-vous quotidien destiné à révéler des nouveaux talents dans tous les domaines artistiques. L'animateur était présent aux côtés de Dorothée pour la grande opération caritative Le Noël de l'amitié diffusé pendant les fêtes de Noël 2008 et 2009 sur IDF1.
Jacky a rejoint Dorothée sur la scène de l'Olympia les 17, 18 et 19 avril 2010 et à Bercy le 18 décembre 2010 pour fêter le grand retour musical de son amie lors des chansons Qu'il est bête et Faut laver.
Le 5 décembre 2010, il anime avec Élodie Gossuin l'élection de Miss Nationale 2011, nouvelle élection créée par Geneviève de Fontenay. Cette élection n'est cependant pas télévisée.
En mars 2011, pour célébrer le vingtième anniversaire de la mort de Serge Gainsbourg dont il fut l'ami et l'attaché de presse durant 8 ans, il présente l'émission Gainsbourg, 20 ans déjà ! sur les chaînes AB1 et Club RTL.
Jacky a tourné plusieurs épisodes de la seconde saison de la série Les Mystères de l'amour diffusée entre décembre 2011 et mars 2012 sur la chaîne TMC.
Il présente la première partie des concerts d'Hélène Rollès sur la scène de l'Olympia de Paris les 6 et 7 janvier 2012, au "Folie's Pigalle" le 11 février 2012 et au Divan du monde le 29 mai 2012, puis en 2016 pour le second Olympia d'Hélène Rollès.
En 2013, Jacky participe plusieurs fois à l'émission Seriez-vous un bon expert ? présentée par Julien Courbet sur France 2.
En 2015, il participe à de nombreuses émissions sur D8 : Le maillon faible, Touche pas à mon poste ! et Le grand match des années 80.
Il présente la première partie du concert d'Elsa Esnoult sur la scène du Zénith de Paris de Paris le 24 mars 2019 assurée par Richard Pigeois et Manuela Lopez de la série Les Mystères de l'amour. 
En 2019, Jacky est l'invité du Toulouse Game Show de Toulouse, aux côtés d'autres personnalités de la "Génération AB" : Patrick Puydebat, Manuela Lopez, Jean-Paul Césari, Gérard Salesses...
Il anime également des concerts de génériques de dessins animés, notamment lors de la Japan Touch, aux côtés des chanteurs de génériques tels que Marie Dauphin, Jean-Paul Césari, Valérie Barouille... 
En 2021-2022, Jacky reprend son propre personnage de Jacky dans quelques épisodes de la série Les Mystères de l'amour sur TMC.
En 2023, Jacky redevient également interviewer pour le magazine Entrevue. Il présente également sur Gulli Le Grand Jeu des années Club Dorothée aux côtés de Nicole Ferroni, en prime-time.
Jacky a deux filles avec sa femme Françoise, Marie (née le 2 octobre 1984) et Juliette (née le 5 février 1989).

## Émissions télévisées
- 1978 - 1981 : Chorus (avec Antoine de Caunes) Antenne 2
- 1980 - 1986 : Récré A2 (avec Dorothée) Antenne 2
- 1982 - 1986 : Platine 45 puis Super Platine Antenne 2
- 1982 - 1986 : Les Enfants du rock (Houba Houba) (avec Antoine de Caunes) Antenne 2
- 1986 - 1987 : Vitamine TF1
- 1987 - 1995 : Jacky Show TF1
- 1987 - 1997 : Club Dorothée (avec Dorothée) TF1
- 1991 - 1996 : Club mini (Avec Ariane Carletti) TF1
- 1992 - 1996 : Le Noël de l'amitié TF1
- 1998 : 80's Jacky Show MCM
- 1998 - 2006 : Rabbi Jacky Show TFJ
- 2006 - 2008 : Saturday Jacky Show TFJ
- 2006 - 2007 : Les années Club Do' AB1
- 2006 - 2007 : Les années Sitcom NT1
- 2007 : Le Grand Sketch NT1
- 2008 : Choisissez vos animateurs (avec Dorothée) IDF1
- 2008 : Jack'île de France IDF1
- 2008 - 2009 : Pas de Pitié pour le Net (avec Dorothée) IDF1
- 2008 - 2011 : Le Noël de l'amitié IDF1
- 2008 - 2017 : JJDA : Jacky Journal d'Aujourd'hui IDF1
- 2009 - 2012 : Vous avez du talent IDF1
- 2011 : Gainsbourg, 20 ans déjà ! AB1 et Club RTL[4],[5]
- 2013 : Seriez-vous un bon expert ? (chroniqueur) France 2
- 2017 - 2022 : JLPP : Jacky lave plus propre IDF1
- Depuis 2023 : Jacky aux Platines : 20 Minutes TV
- Depuis 2023 : Le Grand Jeu des années Club Dorothée (avec Nicole Ferroni) Gulli

## Discographie
- 1981 / 1985 : Le Jardin des chansons (5 albums par Dorothée et les Récréamis)
- 1984 : Tétèoù ? (avec Lio) / Cache-cache dans l’espace (avec Lio), CBS
- 1986 : Le parleur des haut-parleurs, AB Disques
- 1986 : Mon avion et moi, AB Disques
- 1987 : Tout augmente sauf l'amour, AB Disques
- 1987 : C’est fou ce que j’t’aime beaucoup, AB Disques
- 1987 : Toi et moi... vous et nous (avec Dorothée), AB Disques
- 1989 : Rêveries d'un promeneur solitaire au pied du Fuji-Yama, AB Disques
- 1989 : You and me, AB Disques
- 1990 : Marotte et Charlie (avec Patrick Simpson-Jones), AB Disques
- 1990 : On va danser sur les chansons (avec Ariane et Corbier), AB Disques
- 1995 : La légende de Saint Nicolas (avec Ariane, Corbier et Patrick), AB Disques

## Spectacles
- Dorothée au pays des chansons : À l'Olympia de Paris du 9 au 21 avril 1981, ainsi qu'au Champ de Mars du 24 décembre 1980 au 4 janvier 1981.
- Dorothée tambour battant : À l'Olympia du 9 au 20 avril 1982. Tournée en novembre 1981 et mai 1982.
- Au royaume de Diguedondaine : Au Champ de Mars du 30 décembre 1982 au 2 janvier 1983. Tournée en décembre 1982.
- Pour faire une chanson : En tournée avec RMC en juillet et août 1983. Au Champ de Mars du 22 décembre 1983 au 4 janvier 1984.
- On va faire du cinéma : Au Champ-de-Mars du 21 décembre 1985 au 2 janvier 1986. Tournée du 8 février au 27 avril 1986.
- Dorothée Zénith 86 : Au Zénith de Paris du 13 décembre 1986 au 4 janvier 1987. Tournée du 30 janvier au 31 mai 1987.
- Dorothée Zénith 87 : Au Zénith de Paris le 12 décembre 1987. Tournée du 21 novembre au 27 décembre 1987.
- Retour à Diguedondaine : Au Champ de Mars du 22 au 30 décembre 1989.
- Rock'n' Twist : Au Trocadéro du 21 décembre 1990 au 5 janvier 1991.
- Rock'n' Twist 2 : Au Champ-de-Mars du 22 décembre 1991 au 3 janvier 1992.
- Maxi Jacky Show : Au Zénith de Paris du 22 au 31 octobre 1993. Tournée du 8 octobre au 5 décembre 1993. (Première partie des concerts d'Hélène Rollès).
- Jacky Show Maxi Music : À la Grande halle de la Villette du 21 décembre 1993 au 2 janvier 1994.
- Jacky Show Maxi Music : Au Bercy du 14 au 22 janvier 1995. Tournée du 28 janvier au 23 mars 1995. (Première partie des concerts d'Hélène Rollès).
- Dorothée Olympia 2010 : À l'Olympia de Paris du 17 au 19 avril 2010. (Participation sur deux chansons).
- Dorothée Bercy 2010 : Au Bercy le 18 décembre 2010. (Participation sur deux chansons).
- Jacky Show 2012 : À l'Olympia les 6 et 7 janvier 2012. Première partie des concerts d'Hélène Rollès.
- Jacky Show 2016 : À l'Olympia le 7 décembre 2016. Première partie du concert d'Hélène Rollès.
- Jacky Show 2019 : Au Zénith (Paris) 24 mars 2019. Première partie du concert d'Elsa Esnoult.

## Filmographie

### Cinéma
- 1983 : Rock 'n Torah de Marc-André Grynbaum
- 1985 : Subway de Luc Besson
- 1999 : Et tu récolteras ce que tu as semé de Ramon Pipin (court-métrage)
- 2002 : La Bande du drugstore de François Armanet
- 2004 : Belle ordure de Grégory Morin (court-métrage)

### Séries télévisées
- 1985 : Dorothée et le trésor des Caraïbes, Antenne 2
- 1986 : Maguy, Antenne 2
- 1987 : Les Aventures de Dorothée : Un AMI, TF1
- 1987-1991 : Pas de pitié pour les croissants, TF1
- 1987-1991 : Marotte et Charlie, TF1
- 1990 : Marotte et Charlie (la sitcom), TF1
- 1997 : Pour être libre (épisodes 11 et 12), TF1
- 2008 : Marotte et Charlie 2, IDF1
- 2009 : Pat et les filles, IDF1
- 2011-2012 : Les Mystères de l'amour, TMC
- 2012 : Les Tch@ttes, IDF1

### Téléfilms
- 1982 : Rock de Michel Treguer
- 1991 : Le cadeau de Noël
- 1992 : Le cadeau de la rentrée
- 1993 : Famille fou rire, TF1

### Clip vidéo
- 1984 : Tétéou ? avec Lio
- 1986 : Le parleur des haut-parleur
- 1987 : Tout augmente sauf l'amour
- 1989 : Rêveries d'un promeneur solitaire au pied du Fuji-Yama
- 1990 : Marotte et Charlie (avec Patrick Simpson-Jones)

## Publications
- 1992 : Mes recettes de cuisine
- 1995 : Ma cuisine au coca-cola  (ISBN 978-2841141012)
- 2007 : Docteur Jacky et Mister Rock, Jacky  (ISBN 2080686313)
- 2012 : préface de L'Officiel de l'humour juif de François Jouffa, Sylvie Jouffa et Frédéric Pouhier, First Éditions.